# Cryptosporidium felis
Cryptosporidium felis – gatunek protista zaliczany do apikompleksów. Jest pasożytem wewnątrzkomórkowym, którego oocysty (zawierające po 4 sporozoity) wywołują zakażenia przewodu pokarmowego u kotów domowych (Felis catus) na całym świecie.